# Via Emilia

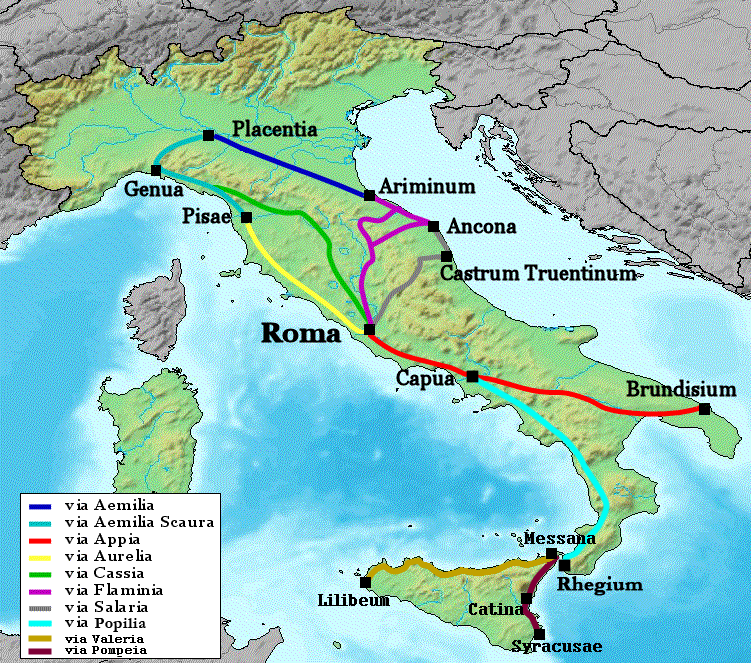
Några viktiga romerska vägar med Via Emilia markerad i blått.

Via Emilia (italienska) eller Via Aemilia (latin) var en via consularis som gick mellan Ariminum vid Adriatiska havet till Placentia vid floden Padus (dagens Po). Senare förlängdes Via Emilia till Mediolanum (Milano).
Via Emilia byggdes i förlängning av via Flaminia som ledde till Rom. Vägen var ganska rak och gick från Ariminum vidare till Forlì, Faenza, Bologna, Modena, Reggio nell'Emilia, Parma och slutligen Placentia. Via Emilia korsade flera bifloder till Po, bland andra Rubicon (även om det råder viss tvekan om det var samma flod som Julius Caesar korsade 49 f.Kr.) och Trebbia (där Hannibal tre gånger segrade över romarna).
Via Emilia blev klar år 187 f.Kr. och namngavs efter den romerske konsuln Marcus Aemilius Lepidus. Via Emilia byggdes som ett sätt att kunna kontrollera det nyligen erövrade området Gallia Cisalpina. Gallia Cisalpina hade stor ekonomisk betydelse, eftersom Poslätten, som låg där, var mycket bördig. Romarna valde att ytterligare befästa sin kontroll över området genom att anlägga kolonier längs Via Emilia: på så sätt grundades Bononia (dagens Bologna), Mutina (Modena), Reggio nell'Emilia (Reggio Emilia) och Parma. Vägen kom att få mycket stor betydelse för koloniseringen av området, som så småningom kom att ses som en del av Italia.
Århundradena efter att Via Emilia byggts blev Placentia den viktigaste vägknuten på Poslätten. År 148 f.Kr. tillkom via Postumia (Placentia – Aquileia). År 109 f.Kr. blev Via Aemilia Scaura klar (Placentia – Genua – Pisa).

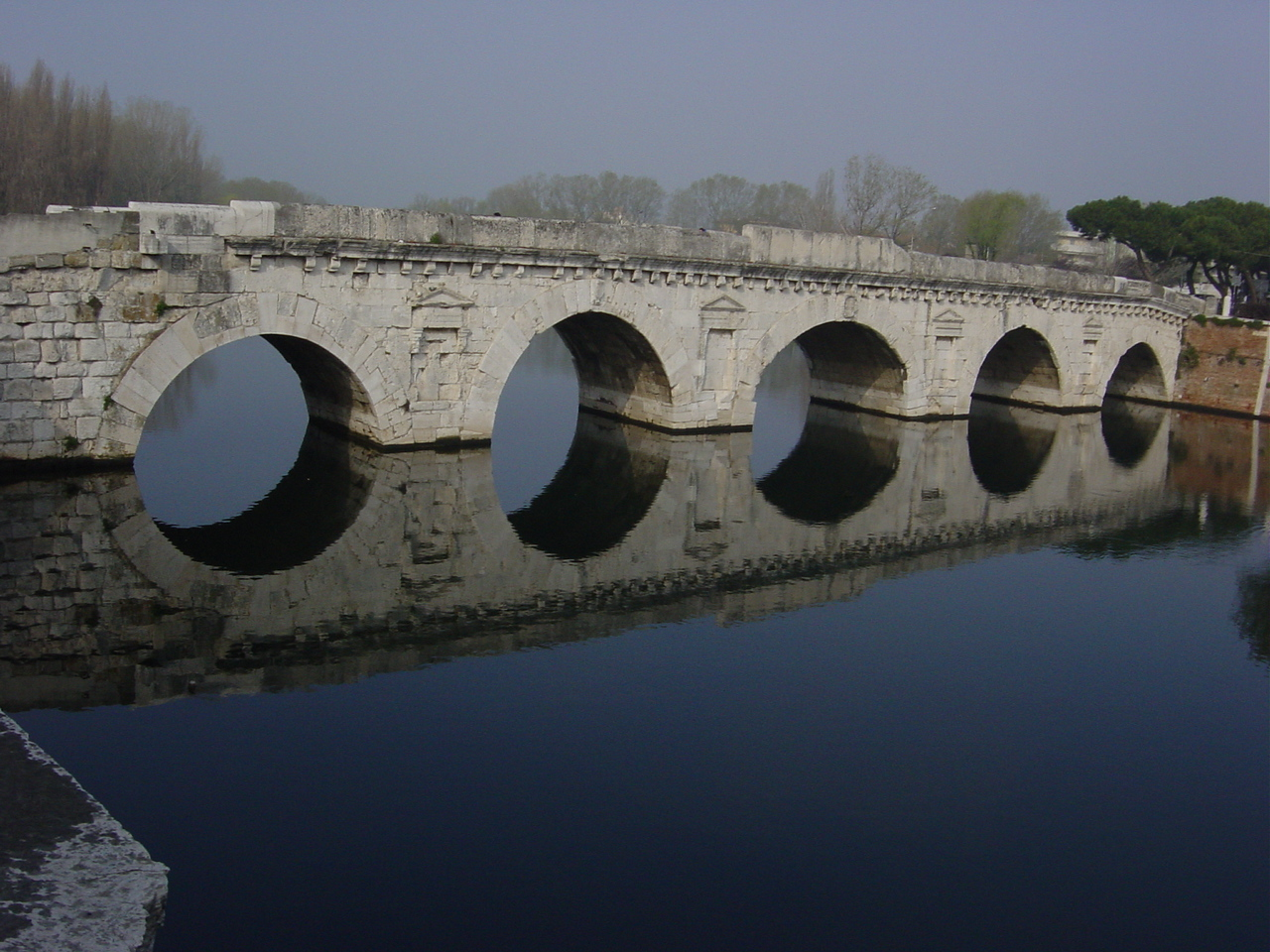
Den romerska bron över floden Marecchia utanför Ariminum, startpunkten för Via Aemilia.

Lämningar av Via Emilia, inklusive bron över Marecchia, finns kvar bland annat i Rimini. Byggandet av Via Emilia var ett första steg i lanseringen av en intensiv romersk kolonisation av området. Vid tiden för det andra triumviratet (44 f.vt. – 30 f.vt.), hade romaniseringen av detta tidigare keltiska området varit så fullständig att provinsen Gallia Cisalpina avskaffades och dess territorium införlivades fullt ut i Italien.
Vägen gav namn till den del av Gallia Cisalpina genom vilken den gick. Den västra delen av området är fortfarande känd som Emilia idag. Den moderna italienska administrativa regionen Emilia-Romagna har fått namn av vägen, medan dess huvudstad Bologna fått namn av den keltiska stammen Boii. Dess invånare är i dag kända som Emiliani. Väg 9 ligger delvis precis ovanpå den gamla Via Emilia och kallas också populärt för Via Emilia.